# Janua
Janua  è il secondo album solista della cantautrice genovese Roberta Alloisio, il titolo deriva dalla grafia medievale del nome della città di Genova, il progetto è nato dopo la vittoria di Roberta Alloisio del Premio Viarengo come miglior interprete e continua anche il percorso cominciato l'esordio Lengua Serpentina anche se è più incentrato su tematiche femminili.

## Tracce
1. Gli occhi della mia bella – 2:46
2. Lanterna de Zena – 3:27
3. E stelle do mae cheu – 2:44
4. Venditrici di vento – 4:57
5. Al Pont de Mirabel – 4:29
6. Ave Maria zeneize – 3:04
7. La monaca sposa – 2:55
8. Amore no te dubitare – 3:36
9. Morettino – 1:14
10. Fado del santuario – 2:18
11. Ed or n'è chiusa la porta e la persiana – 2:56
12. Donna serpente – 4:58
13. Donna che apre riviere – 2:05